# Восточно-азиатские эублефары
Восточно-азиатские эублефары, или гониурозаурусы (лат. Goniurosaurus), — род ящериц из семейства эублефаровых (Eublepharidae).

## Распространение
Азия: Вьетнам, Китай, Япония

## Описание
Имеют буро-жёлтую окраску с чёрными и светлыми полосами (отсюда одно из названий — geckos léopard chinois).

## Классификация
Более 10 видов:
- Goniurosaurus araneus Grismer, Viets & Boyle, 1999
- Goniurosaurus bawanglingensis Grismer, Haitao, Orlov & Anajeva, 2002
- Goniurosaurus catbaensis Ziegler, Nguyen Quang Truong, Schmitz, Stenke & Rösler, 2008
- Goniurosaurus hainanensis Barbour, 1908
- Goniurosaurus huuliensis Orlov, Ryabov, Nguyen, Nguyen & Ho, 2008
- Goniurosaurus kuroiwae (Namiye, 1912)
- Goniurosaurus lichtenfelderi (Mocquard, 1897)
- Goniurosaurus luii Grismer, Viets & Boyle, 1999
- Goniurosaurus orientalis Maki, 1931
- Goniurosaurus splendens Nakamura & Uano, 1959
- Goniurosaurus toyamai Grismer, Ota & Tanaka, 1994
- Goniurosaurus yamashinae Okada, 1936
- Goniurosaurus yingdeensis Wang, Yang & Cui, 2010